# Afzinkbaar boorplatform
Een afzinkbaar boorplatform (submersible drilling rig) is een vaartuig dat ontworpen is om op een boorlocatie afgeballast te worden tot het op de zeebodem rust. Na het boren van een put kan het ontballast worden en naar de volgende locatie worden gesleept.
De eerste afzinkbare platforms waren de McBride uit 1932 en de Giliasso uit 1933 die bestonden uit twee pontons met een door vakwerk ondersteund dek. Latere ontwerpen bestonden uit een enkel ponton met daarop palen die een dek ondersteunen, ook wel stilted barges of swamp barges genoemd, omdat dit type al in de moerassen van Louisiana werd gebruikt. Een vroeg voorbeeld van deze pontons op zee was de Breton Rig 20 van John T. Hayward die in 1949 in de Golf van Mexico verscheen. Hayward werkte voor Barnsdall Oil & Gas die hem hadden gevraagd een ontwerp te maken waarmee zij mee konden doen in de ontluikende offshoreindustrie in de Golf waar zij enkele concessieblokken hadden in Breton Sound. Het stond bekend als de Hayward-Barnsdall Rig, zelfs nadat Kerr-McGee het in 1951 over had genomen en het Transworld Rig 40 had gedoopt.

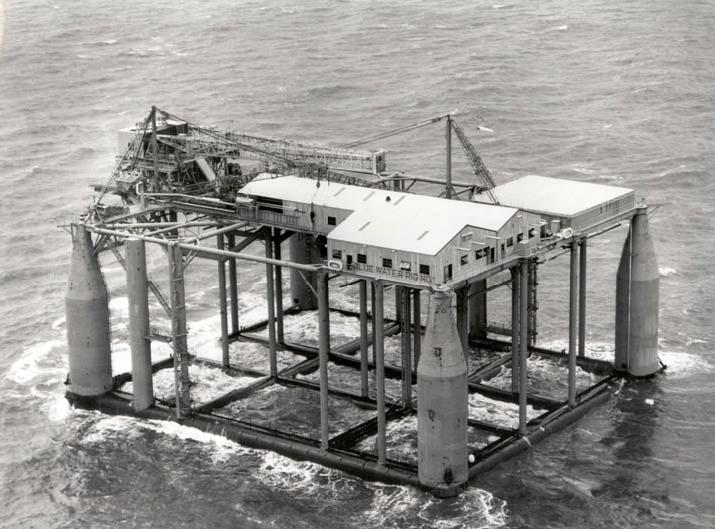
Blue Water Rig No. 1

Bij latere ontwerpen hadden de kolommen aanvullende stabiliteit tijdens het afzinken. Mr. Charlie van Odeco was de eerste submersible van dit type.
Een verdere verbetering was de introductie van flesvormige kolommen, waarbij de bovenzijde naar binnen toe liep. Dit had als doel om de invloed van zeegang te verminderen op het moment dat het platform op de bodem stond. Kerr-McGee was met zijn Rig 46 de eerste die dit type bouwde.
Dit ontwerp was beperkt wat diepgang betreft en men merkte dat het ontwerp een goed zeegedrag had terwijl het gesleept werd. Bruce Collip van Shell merkte tijdens een sleepreis dat toen een submersible tijdens slecht weer deels werd afgeballast, het zeegedrag aanmerkelijk verbeterde. Dit zette een nieuw concept in gang, het halfafzinkbare platform. Dit werd niet afgezonken, maar op positie gehouden met ankers. Shell bouwde daarop in 1962 de vijf jaar oude submersible Blue Water Rig No. 1 om door ballasttanks toe te voegen, waarmee het eerste halfafzinkbare platform een feit was.
De Ocean Driller en Sedco 135-serie waren tussenvormen die zowel als afzinkbaar en als halfafzinkbaar platform ingezet konden worden. Nieuwe afzinkbare platforms werden daarna geruime tijd niet meer gebouwd, tot er rond 1980 weer enkele werden besteld, zoals de Transworld Rig 65 en de daarop gebaseerde grotere Transworld Rig 68 waar een serie van werd gebouwd, net als de Penrod 201.
Voor dieper water maakte men vanaf de jaren 1960 vooral gebruik van halfafzinkbare platforms en boorschepen en voor ondieper water van jackups.